# Urtica morifolia
Espèce
Classification APG III (2009)
Synonymes
- Urtica elevata Banks ex Low[1]
- Urtica morifolia var. elevata (Banks ex Lowe) Menezes[1]

Urtica morifolia est une espèce de plante de la famille des Urticaceae et du genre Urtica.

## Description
Urtica morifolia est un sous-arbrsseau d'une hauteur de 40 à 100 cm. L'axe des tiges devient ligneux dans la partie inférieure et, comme beaucoup d'autres espèces d'ortie, est couvert de poils urticants et hérissés. Les feuilles sont opposées, portées par un long pétiole, mesurant 5 à 10 cm de long et 3 à 7 cm de large, ovales à ovales-lancéolées et en forme de cœur à légèrement en forme de cœur à la base. Le bord des feuilles est grossièrement denté à échancré avec des dents parfois de taille irrégulière. Chaque nœud possède deux stipules avec à leur extrémité deux colonnes de 4 à 6 mm de long.
Les petites panicules unisexuées discrètes se dressent sur une tige d'inflorescence relativement longue. Les inflorescences femelles sont toujours plus courtes que les feuilles et sont généralement situées dans la partie inférieure de la tige. En revanche, les inflorescences mâles sont aussi longues que les feuilles ou plus longues et sont situées dans la zone supérieure. Les fleurs mâles sont situées exclusivement sur la face supérieure de l'axe de l'inflorescence gonflé.
La période de floraison s'étend d'avril à juillet.

## Répartition
Urtica morifolia est présente dans les îles Canaries occidentales d'El Hierro, La Gomera, La Palma, Tenerife et la Grande Canarie et de Madère, où elle n'est présente que sur l'île principale. Les quelques occurrences sur les îles des Açores, São Miguel et Terceira, sont considérées comme introduites.
Cette ortie qui aime l'ombre se trouve principalement sur les côtés nord des îles, au niveau des forêts de lauriers. Il habite principalement les haies de mûres ainsi que les sous-bois des laurisylves et leurs buissons de remplacement (Fayal-Brezal) et les ravins situés à des altitudes comprises entre 500 et 1 400 m. Urtica morifolia pousse sur des sols humides, riches en azote et chauds.

## Parasitologie
La feuille a pour parasites Laparocerus ornatus (ceb), Laparocerus osorio, Anthophila fabriciana (en), Euplexia euplexina, Vanessa vulcania, Mniotype schumacheri, Puccinia urticata, Leiosoma apionides et Taeniapion delicatulum.

## Propriétés
Dans la médecine populaire canarienne, Urtica morifolia était utilisée contre la tuberculose et la pneumonie. Elle a un effet expectorant et est donc utilisée en cas de toux, de bronchite, d'asthme ou d'autres maladies respiratoires. Les feuilles et les pointes des pousses sont utilisées. Les principaux principes actifs sont le mucilage, les tanins, les amines (histamine et acétylcholine) et les sels minéraux. La plante est également utilisée contre les calculs rénaux et l'arthrose et comme tonique pour le cuir chevelu, car elle a un effet diurétique et nettoyant. L'ortie s'administre sous forme d'infusion ou de jus pressé.